# Carsten Lichtlein
Carsten Lichtlein (* 4. November 1980 in Würzburg) ist ein deutscher Handballtorwart. Seit dem 19. Dezember 2019 ist er der Rekordspieler der Bundesliga.

## Spielerkarriere

### Verein
Er ist 2,02 m groß und wiegt 100 kg. Lichtlein begann seine Handballkarriere bei der TG Heidingsfeld und wechselte dann über die Zwischenstation TV Kirchzell zum Bundesligisten TV Großwallstadt. Von 2005 bis 2013 spielte er als Nachfolger von Christian Ramota beim TBV Lemgo. Zur Saison 2013/14 wechselte Lichtlein zum VfL Gummersbach. In der Saison 2019/20 lief er für den HC Erlangen auf. Anschließend wechselte er zu GWD Minden. Ab der Saison 2000/01 bis zu seinem vorerst letzten Spiel am 12. Juni 2022 bestritt Lichtlein 712 Bundesliga-Partien und parierte 547 Siebenmeter, jeweils Bundesliga-Rekord. Im Jahr 2025 stand Lichtlein aufgrund einer Verletzung von Adam Morawski beim Final Four des DHB-Pokals 2024/25 für die MT Melsungen im Kader. Im weiteren Verlauf der Saison verletzte sich der Torhüter der MT Nebojša Simić schwer am Knie, sodass Lichtlein für den Rest der Saison im Aufgebot des Teams steht.

### Nationalmannschaft
Er spielte für die deutsche Handballnationalmannschaft und hat 220 Länderspiele bestritten und dabei ein Tor erzielt. Sein Länderspieldebüt gab er am 27. November 2001 in Aichwald beim Spiel gegen Österreich. Für den Weltmeistertitel 2007 wurde er mit dem Silbernen Lorbeerblatt ausgezeichnet. Bei der Europameisterschaft 2016 in Polen wurde er mit der deutschen Mannschaft durch einen 24:17-Sieg über Spanien Europameister. Im Dezember 2017 wurde Lichtlein von Nationaltrainer Christian Prokop für den erweiterten Kader für die Europameisterschaft 2018 nominiert.

## Trainerkarriere
Seit dem Sommer 2022 ist Lichtlein bei der MT Melsungen als Torwarttrainer tätig. Weiterhin steht er für den Notfall als Torwart zur Verfügung.
Mit der deutschen Juniorennationalmannschaft wurde er als Torwarttrainer bei der U-21-Weltmeisterschaft 2023 in Deutschland und Griechenland Weltmeister.

## Privates
Sein Vater Artur Lichtlein war Torhüter und Trainer bei der TG Heidingsfeld. Zudem ist Carsten Lichtlein der Onkel des Handballspielers Nils Lichtlein. Lichtlein machte im Jahr 2000 sein Abitur am Röntgen-Gymnasium Würzburg. Er ist verheiratet, hat zwei Söhne und ist von Beruf Steuerfachangestellter.

## Sportliche Erfolge
- EHF-Pokal-Sieger 2006 und 2010 mit dem TBV Lemgo
- Europameister 2004, 2016
- Vize-Weltmeister 2003
- Weltmeister 2007
- 4. bei der Europameisterschaft 2008 in Norwegen
- 5. bei der Weltmeisterschaft 2009 in Kroatien